# Sztárbox
A Sztárbox magyar, televíziós ökölvívó-gálaműsor. A műsorban sztárok bokszolnak egymással. Az első két évad egy-egy adásból állt, ahol az egyes celebritások a ringben rendezték le személyes – vélt vagy valós – nézeteltéréseiket, míg a – csaknem húsz évvel később sugárzott – harmadik évadban többadásos-továbbjutásos rendszerre váltott a formátum.

## Évadok
| Évad | Évad | Adások száma | Versenyzők | Sugárzás            | Sugárzás           | Győztesek                                                               | Második helyezettek                                                  | Harmadik helyezettek                                                                                               | Negyedik helyezettek | Eredeti adó |
| Évad | Évad | Adások száma | Versenyzők | Évadbemutató        | Évadzáró           | Győztesek                                                               | Második helyezettek                                                  | Harmadik helyezettek                                                                                               | Negyedik helyezettek | Eredeti adó |
| ---- | ---- | ------------ | ---------- | ------------------- | ------------------ | ----------------------------------------------------------------------- | -------------------------------------------------------------------- | --- | --- | ----------- |
|      | 1.   | 1            | 10         | 2004. március 27.   | 2004. március 27.  | Bebe Molnár Tünde Czifra Tamás Fehér Anettka Majka                      | Kozso Ónodi Szilvia Mészáros Szabolcs Németh Judit Dopeman           | | |             |
|      | 2.   | 1            | 10         | 2005. április 23.   | 2005. április 23.  | Serbán György Fresh Andi Nagy Zsolt Növényi Norbert Ganxsta Zolee       | Fekete Pákó Niki Belucci Jámbrik Ferenc Fazekas Róbert Rékasi Károly | | |             |
|      | 3.   | 7            | 24         | 2023. október 29.   | 2023. december 10. | Berki Mazsi Brasch Bence Molnár Áron                                    | Dobos Evelin Árpa Attila Rácz Jenő                                   | Janicsák Veca Szegedi Fecsó Istenes Bence Józan László Nyári Dia Pintér Tibor                                      | Frohner Fecó Megyeri Csilla Nagy Ervin Sáfrány Emese KKevin ifj. Schóbert Norbert Dobrády Ákos Járai Kíra Curtis Kállay-Saunders András Szabados Ágnes Kabát Péter |             |
|      | 4.   | 9            | 32         | 2024. szeptember 1. | 2024. november 3.  | Mészáros András Schóbert Lara Varga Viktor Sápi Vivien Torghelle Sándor | Noszály Sándor Lola Sárközi Ákos Tóth-Hódi Pamela Törőcsik Dani      | Nemazalány Pap Dorci Földes Eszter Dér Heni Pulai Imre Horváth Tamás Szecsei Valter Lmen Prala Sánta László Herceg | Varga Ádám Pribelszki Norbert Danny Blue Németh Kristóf Dóra Béla Király Péter Veréb Tamás Czutor Zoltán Shane Tusup Miller Dávid Pachert Balázs Király Viktor     |             |
|      | 5.   | ?            | ?          | 2025. szeptember 7. | 2025.              |                                                                         |                                                                      | | |             |

A műsort eddig kétszer: 2004 márciusában, illetve 2005 áprilisában rendezte meg az RTL. 2023. január 26-án bejelentették, hogy tizennyolc év után újraindul a műsor, amelynek szakmai felügyeletét Kovács Kokó István látja el. 2023. augusztus 30-án az RTL Magyarország őszi sajtótájékoztatóján bemutatták a műsorvezetőket, illetve a versenyzőket is. 2023 októberében ismertették a mérkőzések időpontját és a versenyzők beosztását. 2023. október 10-én bejelentették a műsor kezdési időpontját. A műsor 2023. október 29-én tért vissza a képernyőre, és december 10-én fejeződött be. A műsor fináléjában viszont közölték, hogy a műsor 2024-ben is folytatódik. A műsor 2024-es évadjának indulása előtt 2024 júliusában mutatták be a versenyzőket. A műsor következő évada 2024. szeptember 1-jén indult az RTL-en, azonban a mérkőzések 21 óra után, 16-os korhatár-megjelöléssel kerülnek képernyőre, miután az előző évad összes adását milliós bírságokkal sújtotta a Médiatanács.

## Nézettség
A +4-es adatok a teljes lakosságra, a 18–59-es adatok a célközönségre vonatkoznak.
| Évad | Sugárzás | Epizódok száma | Teljes lakosság (+4) | Teljes lakosság (+4) | Célközönség (18–59) | Célközönség (18–59) |
| Évad | Sugárzás | Epizódok száma | AMR (fő)             | SHR (%)              | AMR (fő)            | SHR (%)             |
| ---- | -------- | -------------- | -------------------- | -------------------- | ------------------- | ------------------- |
| 1.   | vasárnap | 1              |                      |                      |                     |                     |
| 2.   | vasárnap | 1              |                      |                      |                     |                     |
| 3.   | vasárnap | 7              | 733 793              | 18,4                 | 486 938             | 21,8                |
| 4.   | vasárnap | 9              | 510 566              | 13,7                 | 327 399             | 16,8                |
| 5.   | vasárnap |                |                      |                      |                     |                     |

## Műsorvezetők
Műsorvezető
     Szakmai felügyelő/kommentátor
     Ideiglenes Szakmai felügyelő/kommentátor
     Ringbemondó
| Név                              | Évad         | Évad         | Évad         | Évad         | Évad         |
| Név                              | 1.           | 2.           | 3.           | 4.           | 5.           |
| Műsorvezetők                     | Műsorvezetők | Műsorvezetők | Műsorvezetők | Műsorvezetők | Műsorvezetők |
| -------------------------------- | ------------ | ------------ | ------------ | ------------ | ------------ |
| Ember Márk                       |              |              |              |              |              |
| Szujó Zoltán                     |              |              |              |              |              |
| Csobot Adél                      |              |              |              |              |              |
| Szépréthy Roland                 |              |              |              |              |              |
| Héder Barna                      |              |              |              |              |              |
| Dombóvári Vanda                  |              |              |              |              |              |
| Sebestyén Balázs                 |              |              |              |              |              |
| Kovács István                    |              |              |              |              |              |
| Szakmai felügyelők/kommentátorok |              |              |              |              |              |
| Kovács István                    |              |              |              |              |              |
| Vadon János                      |              |              |              |              |              |
| Héder Barna                      |              |              |              |              |              |
| Szépréthy Roland                 |              |              |              |              |              |
| Horti Gábor                      |              |              |              |              |              |
| Szujó Zoltán                     |              |              |              |              |              |
| Ringbemondók                     |              |              |              |              |              |
| Both András                      |              |              |              |              |              |
| Jakab Csaba                      |              |              |              |              |              |
| Online műsorvezető               |              |              |              |              |              |
| Pető Brúnó                       |              |              |              |              |              |
| Szépréthy Roland                 |              |              |              |              |              |
| Varga Ádám                       |              |              |              |              |              |

## Mérkőzések
A találkozó nyertese kiemelve.

### 1. évad(2004)
| Férfi                   | Férfi                           | Női                           | Női                       |
| március 27.             | március 27.                     | március 27.                   | március 27.               |
| ----------------------- | ------------------------------- | ----------------------------- | ------------------------- |
| Kozso                   | Bebe                            | Molnár Tünde (Survivor Tünde) | Ónodi Szilvia (VV Szilvi) |
| Czifra Tamás (VV Segal) | Mészáros Szabolcs (VV Szabolcs) | Fehér Anettka                 | Németh Judit (VV Pandora) |
| Majka                   | Dopeman                         |                               |                           |

### 2. évad(2005)
| Férfi               | Férfi                      | Női         | Női          |
| április 23.         | április 23.                | április 23. | április 23.  |
| ------------------- | -------------------------- | ----------- | ------------ |
| Fekete Pákó         | Serbán György (VV Indián)  | Fresh Andi  | Niki Belucci |
| Nagy Zsolt (VV Leó) | Jámbrik Ferenc (VV Frenki) |             |              |
| Növényi Norbert     | Fazekas Róbert             |             |              |
| Ganxsta Zolee       | Rékasi Károly              |             |              |

### 3. évad(2023)

#### Negyeddöntők
|                 | október 29. | október 29.    | november 5.   | november 5.           | november 12. | november 12. | november 12.  | november 12. | november 19.           | november 19.  | november 19.   | november 19.   |
| --------------- | ----------- | -------------- | ------------- | --------------------- | ------------ | ------------ | ------------- | ------------ | ---------------------- | ------------- | -------------- | -------------- |
| Női középsúly   | Berki Mazsi | Megyeri Csilla | Dobos Evelin  | Sáfrány Emese         | Nyári Dia    | Nyári Dia    | Járai Kíra    | Járai Kíra   | Janicsák Veca          | Janicsák Veca | Szabados Ágnes | Szabados Ágnes |
| Férfi középsúly | Molnár Áron | Frohner Fecó   | Istenes Bence | ifj. Schóbert Norbert |              |              |               |              | Kállay-Saunders András | Józan László  | Kabát Péter    | Rácz Jenő      |
| Férfi nehézsúly | Nagy Ervin  | Árpa Attila    | KKevin        | Brasch Bence          | Pintér Tibor | Dobrády Ákos | Szegedi Fecsó | Curtis       |                        |               |                |                |

#### Elődöntők
|                 | november 26. | november 26.  | december 3.  | december 3.  |
| --------------- | ------------ | ------------- | ------------ | ------------ |
| Női középsúly   | Berki Mazsi  | Janicsák Veca | Dobos Evelin | Nyári Dia    |
| Férfi középsúly | Rácz Jenő    | Istenes Bence | Molnár Áron  | Józan László |
| Férfi nehézsúly | Brasch Bence | Szegedi Fecsó | Árpa Attila  | Pintér Tibor |

#### Döntő
|                 | december 10. | december 10. |
| --------------- | ------------ | ------------ |
| Női középsúly   | Berki Mazsi  | Dobos Evelin |
| Férfi középsúly | Rácz Jenő    | Molnár Áron  |
| Férfi nehézsúly | Brasch Bence | Árpa Attila  |

### 4. évad(2024)

#### Férfi negyeddöntők
|            | szeptember 1.           | szeptember 1.      | szeptember 8. | szeptember 8.  | szeptember 15. | szeptember 15. | szeptember 22. | szeptember 22.   | szeptember 29. | szeptember 29. | október 6.     | október 6.    |
| ---------- | ----------------------- | ------------------ | ------------- | -------------- | -------------- | -------------- | -------------- | ---------------- | -------------- | -------------- | -------------- | ------------- |
| Nehézsúly  | Noszály Sándor          | Pribelszki Norbert | Lmen Prala    | Németh Kristóf | Király Péter   | Pulai Imre     | Czutor Zoltán  | Mészáros András  |                |                |                |               |
| Középsúly  |                         |                    | Danny Blue    | Szecsei Valter | Törőcsik Dani  | Veréb Tamás    | Shane Tusup    | Torghelle Sándor |                |                | Herceg         | Király Viktor |
| Könnyűsúly | Miller Dávid (lesérült) | Varga Ádám         |               |                | Dóra Béla      | Varga Viktor   |                |                  | Horváth Tamás  | Sárközi Ákos   | Pachert Balázs | Sánta László  |

#### Férfi elődöntők
|            | október 6.     | október 6. | október 13.   | október 13.     | október 20.  | október 20.      |
| ---------- | -------------- | ---------- | ------------- | --------------- | ------------ | ---------------- |
| Nehézsúly  | Noszály Sándor | Pulai Imre | Lmen Prala    | Mészáros András |              |                  |
| Középsúly  |                |            | Törőcsik Dani | Szecsei Valter  | Herceg       | Torghelle Sándor |
| Könnyűsúly |                |            | Horváth Tamás | Sárközi Ákos    | Sánta László | Varga Viktor     |

#### Női elődöntők
|            | szeptember 1. | szeptember 1.    | szeptember 8. | szeptember 8. | szeptember 22. | szeptember 22. | szeptember 29. | szeptember 29. |
| ---------- | ------------- | ---------------- | ------------- | ------------- | -------------- | -------------- | -------------- | -------------- |
| Könnyűsúly | Nemazalány    | Tóth-Hódi Pamela |               |               |                |                | Dér Heni       | Sápi Vivien    |
| Pehelysúly |               |                  | Pap Dorci     | Schóbert Lara | Földes Eszter  | Lola           |                |                |

#### Döntők
|                  | november 3.      | november 3.                   |
| ---------------- | ---------------- | ----------------------------- |
| Női pehelysúly   | Lola             | Schóbert Lara                 |
| Női könnyűsúly   | Tóth-Hódi Pamela | Sápi Vivien                   |
| Férfi könnyűsúly | Sárközi Ákos     | Varga Viktor                  |
| Férfi középsúly  | Törőcsik Dani    | Torghelle Sándor              |
| Férfi nehézsúly  | Mészáros András  | Noszály Sándor (visszalépett) |

#### Gálamérkőzések
|       | szeptember 29. | szeptember 29. | október 13.   | október 13.    | október 20.   | október 20.   |
| ----- | -------------- | -------------- | ------------- | -------------- | ------------- | ------------- |
| Férfi | Árpa Attila    | Bárdosi Sándor | Czutor Zoltán | Németh Kristóf | Molnár Áron   | Szegedi Fecsó |
| Női   |                |                |               |                | Földes Eszter | Kustánczi Lia |

### 5. évad(2025)
Június 17-én exkluzív buli keretében mutatja be az RTL a Sztárbox 2025-ös évadának versenyzőit. Egy bulival egybekötött sajtótájékoztató keretében nem csupán a sajtó képviselői, hanem a rajongók is először találkozhatnak a sztárokkal.

#### Negyeddöntők
|                  | szeptember 7. | szeptember 7.  | szeptember 14. | szeptember 14.    | szeptember 21. | szeptember 21.    | szeptember 28.        | szeptember 28.   |
| ---------------- | ------------- | -------------- | -------------- | ----------------- | -------------- | ----------------- | --------------------- | ---------------- |
| Női könnyűsúly   | Kulcsár Edina | Laky Zsuzsanna | Gáspár Evelin  | Szorcsik Viktória | Balogh Edina   | Molnár Janka Sára | Bernáth Odett         | Kocsis Alexandra |
| Férfi könnyűsúly | Molnár Tamás  | Zdroba Patrik  | Miller Dávid   | Richter József    | Fenyő Iván     | Csipa             | ifj. Schóbert Norbert | Meszes Balázs    |
| Férfi középsúly  | Ambrus Attila | BSW Matyi      | Kamarás Iván   | Lotfi Begi        | G.w.M          | Bódi Bence        | Pápai Joci            | Kocsis Dénes     |
| Férfi nehézsúly  | PSG Ogli      | Molnár Gusztáv | Radics Péter   | Lakatos László    | Noé Viktor     | Sidlovics Gábor   | Dudás Miklós          | Kembe Sorel      |

#### Gálamérkőzések
|       | október       | október       | október         | október     | október       | október     |
| ----- | ------------- | ------------- | --------------- | ----------- | ------------- | ----------- |
| Férfi |               |               | Mészáros András | Árpa Attila | Törőcsik Dani | Molnár Áron |
| Női   | Dárdai Blanka | Schóbert Lara |                 |             |               |             |

## Díjak
| Év   | Díj                                               | Díj      | Link   |
| ---- | ------------------------------------------------- | -------- | ------ |
| 2024 | Televíziós Újságírók Díja: Nagyszabású show-műsor | Elnyerte | [ 17 ] |